# Octan megestrolu
Octan megestrolu – organiczny związek chemiczny z grupy syntetycznych steroidów. Ma silne właściwości progestagenne, antyestrogenowe oraz antygonadotropowe. Jest substancją czynną leków z grupy progestagenów, należących do grupy farmakoterapeutycznej L02 zawierającej leki przeciwnowotworowe i immunomodulujące stosowane w terapii hormonalnej.

## Mechanizm działania leku
Mechanizm działania może polegać na hamowaniu produkcji gonadotropin przez przysadkę. Wykazuje działanie przeciwzapalne poprzez hamowanie cytokin prozapalnych (TNF-α, IL-1, IL-6), zmniejsza wydzielanie serotoniny, zwiększa stężenie neuropeptydu T w podwzgórzu, działającego na blokowanie ośrodka sytości.
Stosowany razem z NLPZ (ibuprofen lub diklofenak) powoduje zahamowanie wytwarzania białek ostrej fazy (IL-6), przez co uzyskuje się efekt przeciwzapalny związany z hamowaniem cyklooksygenazy.

## Wskazania do stosowania
| wskazanie                                             | dawka i postać leku             | zarejestrowane produkty                          |
| ----------------------------------------------------- | ------------------------------- | ------------------------------------------------ |
| wyniszczenie nowotworowe (zespół kacheksja-anoreksja) | 20 ml zawiesiny/doustnie/1xdobę | Megalia firmy Vipharm                            |
| zaburzenia łaknienia i utrata masy ciała w AIDS       | 20 ml zawiesiny/doustnie/1/dobę | Megalia firmy Vipharm, Megastril firmy Hasco-Lek |
| zaburzenia łaknienia (anoreksja)                      | 20 ml zawiesiny/doustnie/1xdobę | Megalia firmy Vipharm, Megestril firmy Hasco-Lek |
| leczenie hormonalne zaawansowanego raka piersi        | 40 mg/dobę                      | —                                                |
| leczenie hormonalne w nowotworach ginekologicznych    | 40 mg/dobę                      | —                                                |

## Przeciwwskazania
Przeciwwskazania do stosowania:
- nadwrażliwość na octan megestrolu,
- ciąża
- karmienie piersią

## Ostrzeżenia przy stosowaniu
- Ostrożnie u pacjentów z zakrzepicą (przy podniesionym ryzyku zakrzepicy należy stosować profilaktykę lub leczenie zakrzepicy)
- ostrożnie u pacjentów z cukrzycą (przy pacjentów z ryzykiem lub leczonych z powodu cukrzycy zaleca się konsultację diabetologa)
- lek nie działa antykoncepcyjnie (dlatego zaleca się jej stosowanie, gdyż octan megestrolu działa na płód)
- nie należy nagle, z dnia na dzień odstawiać leku (może to spowodować zaburzenia funkcji nerek)[5].

## Dawkowanie
W leczeniu zespołu kacheksja/anoreksja (wyniszczenia nowotworowego) standardowa dawka to 20 ml zawiesiny doustnie 1 x dobę.
W leczeniu hormonalnym dawka wynosi 40 mg octanu megestrolu/dobę.

## Skuteczność

### W leczeniuzespołu kacheksja-anoreksja
Pobudzenie łaknienia obserwowane jest w ciągu 2–5 dni od rozpoczęcia leczenia. Wiąże się z tym wzrost spożywanych pokarmów oraz przyrost masy ciała, który obserwowany jest już po 2–4 tygodni od rozpoczęcia leczenia. Pozytywnym efektem terapeutycznym jest również ustąpienie zaburzeń łaknienia. Poprawa apetytu następuje stopniowo z różnym nasileniem u pacjentów w różnych typach nowotworów.
Octan megestrolu stosowany powinien być przez co najmniej dwa miesiące. Jeśli terapia jest skuteczna (w ocenie lekarza) i nie ma przeciwwskazań do kontynuacji pacjent powinien przyjmować octan megestrolu tak długo jak długo trwa leczenie onkologiczne. Nie należy nagle przerywać leczenia (patrz. ostrzeżenia).
Efekt terapeutyczny (wzmożone łaknienie, przyrost masy ciała, poprawa samopoczucia) obserwowane były w badaniach klinicznych w różnych typach nowotworów (m.in. nowotwór płuca, nowotwór przewodu pokarmowego, nowotwór głowy i szyi) oraz w innych chorobach, jak przewlekła obturacyjna choroba płuc (POCHP), mukowiscydoza czy ubytek masy ciała spowodowany niedożywieniem u osób w podeszłym wieku.

### W leczeniu zaburzeń łaknienia i utraty masy ciała u pacjentów z AIDS
Po 8 tygodniach leczenia octanem megestrolu pacjentów z AIDS i z ubytkiem masy ciała ponad 10% lub więcej zaobserwowano, iż pacjenci Ci przyjmują czterokrotnie więcej kalorii niż pacjenci bez leczenia octanem megestrolu. Zwiększenie podaży na dzienną dawkę kcal (zwiększenie apetytu) przekładało się na zwiększenie masy ciała w tym samym czasie o 3,86 kg podczas gdy u pacjentów otrzymujących placebo masa ciała spadła o 0,46 kg.
W 12 tygodniu leczenia różnica pomiędzy pacjentami wynosiła plus 4,12 kg od wagi wyjściowej dla pacjentów leczonych octanem megestrolu w porównaniu do straty −0,61 kg dla pacjentów nie leczonych (placebo).